# Evoluzione del collegio cardinalizio durante il pontificato di Giovanni XXIII
Di seguito è riportata l'evoluzione del collegio cardinalizio durante il pontificato di Giovanni XXIII (28 ottobre 1958-3 giugno 1963) e la successiva sede vacante (3 giugno 1963-21 giugno 1963).

## Evoluzione in sintesi
Dopo l'elezione del cardinale Angelo Giuseppe Roncalli, il collegio dei cardinali era costituito da 52 cardinali.

Giovanni XXIII ha creato 52 cardinali in 5 concistori.

Durante il suo pontificato sono deceduti 22 cardinali.
| Data                                 | Avvenimento                                                      | Totale |
| ------------------------------------ | ---------------------------------------------------------------- | ------ |
| 28 ottobre 1958                      | Elezione del cardinale Angelo Giuseppe Roncalli (Giovanni XXIII) | 52     |
| dal 4 dicembre 1958 al 20 marzo 1963 | Cardinali creati                                                 | +52    |
| dal 4 dicembre 1958 al 20 marzo 1963 | Cardinali deceduti                                               | -22    |
| 3 giugno 1963                        | Morte di papa Giovanni XXIII                                     | 82     |
| 22 giugno 1963                       | Elezione del cardinale Giovanni Battista Montini (Paolo VI)      | 81     |

## Composizione per paese d'origine
Fra il conclave del 1958 e il conclave del 1963, la composizione del collegio per paese d'origine dei cardinali è rimasta praticamente immutata: gli italiani erano circa un terzo, un terzo gli altri europei e un terzo i non europei.
| Paese            | 1958 | 1963 |
| ---------------- | ---- | ---- |
| Tanganica        | 0    | 1    |
| Totale Africa    | 0    | 1    |
| Argentina        | 2    | 2    |
| Brasile          | 3    | 3    |
| Canada           | 2    | 2    |
| Cile             | 1    | 1    |
| Colombia         | 1    | 1    |
| Cuba             | 1    | 0    |
| Ecuador          | 1    | 1    |
| Messico          | 0    | 1    |
| Perù             | 0    | 1    |
| Stati Uniti      | 2    | 5    |
| Uruguay          | 0    | 1    |
| Venezuela        | 0    | 1    |
| Totale America   | 13   | 19   |
| RSS Armena       | 0    | 1    |
| Cina             | 1    | 1    |
| Filippine        | 0    | 1    |
| Giappone         | 0    | 1    |
| India            | 1    | 1    |
| Iraq             | 1    | 1    |
| Totale Asia      | 3    | 6    |
| Austria          | 0    | 1    |
| Belgio           | 1    | 1    |
| Francia          | 6    | 7    |
| Germania Ovest   | 2    | 3    |
| Irlanda          | 1    | 1    |
| Italia           | 17   | 29   |
| Jugoslavia       | 1    | 0    |
| Paesi Bassi      | 0    | 1    |
| Polonia          | 1    | 1    |
| Portogallo       | 2    | 2    |
| Regno Unito      | 0    | 1    |
| Spagna           | 3    | 6    |
| Ungheria         | 1    | 1    |
| Unione Sovietica | 1    | 1    |
| Totale Europa    | 36   | 55   |
| Australia        | 1    | 1    |
| Totale Oceania   | 1    | 1    |
| Totale           | 53   | 82   |

## Composizione per concistoro
In conseguenza della notevole differenza di durata dei pontificati di Pio XII e di Giovanni XXIII, nei conclavi successivi alla loro morte, i cardinali creati dai precedenti pontefici, sono passati dal 25 al 45%.
| Concistoro               | 1958 | 1963 |
| ------------------------ | ---- | ---- |
| Giugno 1927              | 1    |      |
| Dicembre 1929            | 1    | 1    |
| Giugno 1930              | 1    | 1    |
| Marzo 1933               | 4    | 1    |
| Dicembre 1935            | 3    | 2    |
| Giugno 1936              | 1    | 1    |
| Dicembre 1937            | 2    | 2    |
| Creati da Pio XI         | 13   | 8    |
| Febbraio 1946            | 18   | 15   |
| Gennaio 1953             | 22   | 14   |
| Creati da Pio XII        | 40   | 29   |
| Dicembre 1958            |      | 19   |
| Dicembre 1959            |      | 7    |
| Marzo 1960               |      | 6    |
| Gennaio 1961             |      | 4    |
| Marzo 1962               |      | 9    |
| Creati da Giovanni XXIII |      | 45   |
| Totale                   | 53   | 82   |

## Elenco degli avvenimenti
| Data             | Avvenimento                                                                          | Paese              | Cardinali |
| ---------------- | ------------------------------------------------------------------------------------ | ------------------ | --------- |
| 28 ottobre 1958  | Elezione papale del cardinale Angelo Giuseppe Roncalli con il nome di Giovanni XXIII | Città del Vaticano | 52        |
| 4 dicembre 1958  | Morte del cardinale José María Caro Rodríguez                                        | Cile               | 51        |
| 15 dicembre 1958 | Concistoro per la creazione di 23 cardinali:                                         | Città del Vaticano | 74        |
| 15 dicembre 1958 | Giovanni Battista Montini (futuro papa Paolo VI)                                     | Italia             | 74        |
| 15 dicembre 1958 | Giovanni Urbani                                                                      | Italia             | 74        |
| 15 dicembre 1958 | Paolo Giobbe                                                                         | Italia             | 74        |
| 15 dicembre 1958 | Giuseppe Fietta                                                                      | Italia             | 74        |
| 15 dicembre 1958 | Fernando Cento                                                                       | Italia             | 74        |
| 15 dicembre 1958 | Carlo Chiarlo                                                                        | Italia             | 74        |
| 15 dicembre 1958 | Amleto Giovanni Cicognani                                                            | Italia             | 74        |
| 15 dicembre 1958 | José Garibi y Rivera                                                                 | Messico            | 74        |
| 15 dicembre 1958 | Antonio María Barbieri                                                               | Uruguay            | 74        |
| 15 dicembre 1958 | William Godfrey                                                                      | Regno Unito        | 74        |
| 15 dicembre 1958 | Carlo Confalonieri                                                                   | Italia             | 74        |
| 15 dicembre 1958 | Richard James Cushing                                                                | Stati Uniti        | 74        |
| 15 dicembre 1958 | Alfonso Castaldo                                                                     | Italia             | 74        |
| 15 dicembre 1958 | Paul-Marie-André Richaud                                                             | Francia            | 74        |
| 15 dicembre 1958 | John Francis O'Hara                                                                  | Stati Uniti        | 74        |
| 15 dicembre 1958 | José María Bueno y Monreal                                                           | Spagna             | 74        |
| 15 dicembre 1958 | Franz König                                                                          | Austria            | 74        |
| 15 dicembre 1958 | Julius August Döpfner                                                                | Germania Est       | 74        |
| 15 dicembre 1958 | Domenico Tardini                                                                     | Italia             | 74        |
| 15 dicembre 1958 | Alberto di Jorio                                                                     | Italia             | 74        |
| 15 dicembre 1958 | Francesco Bracci                                                                     | Italia             | 74        |
| 15 dicembre 1958 | Francesco Roberti                                                                    | Italia             | 74        |
| 15 dicembre 1958 | André-Damien-Ferdinand Jullien                                                       | Francia            | 74        |
| 4 maggio 1959    | Morte del cardinale Georges-François-Xavier-Marie Grente                             | Francia            | 73        |
| 7 maggio 1959    | Morte del cardinale Crisanto Luque Sánchez                                           | Colombia           | 72        |
| 2 novembre 1959  | Morte del cardinale Federico Tedeschini                                              | Italia             | 71        |
| 14 dicembre 1959 | Concistoro per la creazione di 8 cardinali:                                          | Città del Vaticano | 79        |
| 14 dicembre 1959 | Paolo Marella                                                                        | Italia             | 79        |
| 14 dicembre 1959 | Gustavo Testa                                                                        | Italia             | 79        |
| 14 dicembre 1959 | Aloysius Joseph Muench                                                               | Stati Uniti        | 79        |
| 14 dicembre 1959 | Albert Gregory Meyer                                                                 | Stati Uniti        | 79        |
| 14 dicembre 1959 | Arcadio María Larraona Saralegui                                                     | Spagna             | 79        |
| 14 dicembre 1959 | Francesco Morano                                                                     | Italia             | 79        |
| 14 dicembre 1959 | William Theodore Heard                                                               | Regno Unito        | 79        |
| 14 dicembre 1959 | Augustin Bea                                                                         | Germania Ovest     | 79        |
| 10 febbraio 1960 | Morte del cardinale Alojzije Viktor Stepinac                                         | Jugoslavia         | 78        |
| 28 marzo 1960    | Concistoro per la creazione di 7 cardinali:                                          | Città del Vaticano | 85        |
| 28 marzo 1960    | Luigi Traglia                                                                        | Italia             | 85        |
| 28 marzo 1960    | Peter Tatsuo Doi                                                                     | Giappone           | 85        |
| 28 marzo 1960    | Joseph-Charles Lefèbvre                                                              | Francia            | 85        |
| 28 marzo 1960    | Bernard Jan Alfrink                                                                  | Paesi Bassi        | 85        |
| 28 marzo 1960    | Rufino Jiao Santos                                                                   | Filippine          | 85        |
| 28 marzo 1960    | Laurean Rugambwa                                                                     | Tanganica          | 85        |
| 28 marzo 1960    | Antonio Bacci                                                                        | Italia             | 85        |
| 12 luglio 1960   | Morte del cardinale Pietro Fumasoni Biondi                                           | Italia             | 84        |
| 28 agosto 1960   | Morte del cardinale John Francis O'Hara                                              | Stati Uniti        | 83        |
| 1º ottobre 1960  | Morte del cardinale Giuseppe Fietta                                                  | Italia             | 82        |
| 31 dicembre 1960 | Morte del cardinale Joseph Wendel                                                    | Germania Ovest     | 81        |
| 16 gennaio 1961  | Concistoro per la creazione di 4 cardinali:                                          | Città del Vaticano | 85        |
| 16 gennaio 1961  | Joseph Elmer Ritter                                                                  | Stati Uniti        | 85        |
| 16 gennaio 1961  | José Humberto Quintero Parra                                                         | Venezuela          | 85        |
| 16 gennaio 1961  | Luis Concha Córdoba                                                                  | Colombia           | 85        |
| 16 gennaio 1961  | Giuseppe Antonio Ferretto                                                            | Italia             | 85        |
| 6 marzo 1961     | Morte del cardinale Marcello Mimmi                                                   | Italia             | 84        |
| 30 luglio 1961   | Morte del cardinale Domenico Tardini                                                 | Italia             | 83        |
| 3 agosto 1961    | Morte del cardinale Nicola Canali                                                    | Italia             | 82        |
| 6 agosto 1961    | Morte del cardinale Jozef-Ernest Van Roey                                            | Belgio             | 81        |
| 22 dicembre 1961 | Morte del cardinale Elia Dalla Costa                                                 | Italia             | 80        |
| 5 febbraio 1962  | Morte del cardinale Gaetano Cicognani                                                | Italia             | 79        |
| 6 febbraio 1962  | Morte del cardinale Teodósio Clemente de Gouveia                                     | Portogallo         | 78        |
| 15 febbraio 1962 | Morte del cardinale Aloysius Joseph Muench                                           | Stati Uniti        | 77        |
| 19 marzo 1962    | Concistoro per la creazione di 10 cardinali:                                         | Città del Vaticano | 87        |
| 19 marzo 1962    | José da Costa Nunes                                                                  | Portogallo         | 87        |
| 19 marzo 1962    | Giovanni Panico                                                                      | Italia             | 87        |
| 19 marzo 1962    | Ildebrando Antoniutti                                                                | Italia             | 87        |
| 19 marzo 1962    | Efrem Forni                                                                          | Italia             | 87        |
| 19 marzo 1962    | Juan Landázuri Ricketts                                                              | Perù               | 87        |
| 19 marzo 1962    | Gabriel Acacius Coussa                                                               | Siria              | 87        |
| 19 marzo 1962    | Raúl Silva Henríquez                                                                 | Cile               | 87        |
| 19 marzo 1962    | Léon-Joseph Suenens                                                                  | Belgio             | 87        |
| 19 marzo 1962    | Michael Browne                                                                       | Irlanda            | 87        |
| 19 marzo 1962    | Joaquín Anselmo María Albareda y Ramoneda                                            | Spagna             | 87        |
| 7 luglio 1962    | Morte del cardinale Giovanni Panico                                                  | Italia             | 86        |
| 29 luglio 1962   | Morte del cardinale Gabriel Acacius Coussa                                           | Siria              | 85        |
| 22 gennaio 1963  | Morte del cardinale William Godfrey                                                  | Stati Uniti        | 84        |
| 1º febbraio 1963 | Morte del cardinale John Francis D'Alton                                             | Irlanda            | 83        |
| 20 marzo 1963    | Morte del cardinale Manuel Arteaga y Betancourt                                      | Cuba               | 82        |
| 3 giugno 1963    | Morte di papa Giovanni XXIII                                                         | Città del Vaticano | 82        |
| 19 giugno 1963   | Apertura del conclave                                                                | Città del Vaticano | 82        |
| 22 giugno 1963   | Elezione papale del cardinale Giovanni Battista Montini con il nome di Paolo VI      | Città del Vaticano | 81        |